# Jamie Gold
Pour les articles homonymes, voir Gold.
Jamie Gold, né le 25 août 1969 est un producteur de télévision américain, joueur amateur de poker. Il est connu pour avoir remporté en 2006 le Main Event des World Series Of Poker.

## Biographie
Gold est né à Kansas City, dans le Missouri, sous le nom de Jamie M. Usher et s'est installé à Manhattan dès son plus jeune âge avec sa mère. Son nom a par la suite été changé par ordonnance du tribunal pour Jamie M. Gold à la suite du divorce et du remariage de sa mère avec le Dr Robert Gold. La famille a déménagé à Paramus, dans le New Jersey, où Gold a été élevé par sa mère et son second mari. Diplômé de la Paramus High School en 1987, il a ensuite obtenu un baccalauréat de l'Université d'État de New York à Albany en 1991 et étudié le droit du divertissement à UCLA.
À 16 ans, Gold est pris comme stagiaire dans l'industrie du divertissement à la J. Michael Bloom & Associates Talent Agency. Il est devenu agent de talents à l'âge de 21 ans, mais est rapidement passé à la gestion et à la production, montant sa propre société JMG Management. Parmi les clients de Gold figurent Jimmy Fallon, James Gandolfini et d'autres.

## Main Event des WSOP 2006
Dès le jour 4 du Main Event, Jamie Gold devient chipleader du tournoi et le restera jusqu'à la fin du tournoi (au jour 8). Il est encouragé par Johnny Chan, son ami et mentor,. Devant les caméras, il se fait remarquer par son style non conventionnel, parlant à ses adversaires et montrant ses bluffs pour les destabiliser,. En table finale, il élimine lui même 7 de ses 8 adversaires. 
Après sa victoire, il appelle en larme, son père qui n'a pas pu venir car souffrant d'une sclérose latérale amyotrophique.
En remportant le Main Event, il empoche le premier prix record de 12 millions de dollars, un record qui sera battu 6 ans plus tard, par Antonio Esfandiari après sa victoire sur The Big One for One Drop lors des WSOP 2012. 

## L'après Main Event
En 2007 et 2008, il participe à plusieurs émissions de poker dont High Stakes Poker et Poker After Dark (en)
Il s'éloigne ensuite du poker, s'occupe de ses investissement et d'activités caritatives.
En 2014, Jamie Gold a participé au lancement du "Island Breeze", un navire reconditionné transformé en casino au large de Palm Beach en Floride. Il a prêté son nom à la salle de poker. Cependant, l'entreprise a rencontré des problèmes techniques et a fermé ses portes au bout de deux ans.
En 2018, il est toujours dans les 50 premiers de All Time Money List, le classement mondial des joueurs en fonction de leurs gains en tournoi.